# (24549) Jaredgoodman
(24549) Jaredgoodman est un astéroïde de la ceinture principale.

## Description
(24549) Jaredgoodman est un astéroïde de la ceinture principale. Il fut découvert le 19 février 2001 à Socorro (Nouveau-Mexique) par le projet LINEAR. Il présente une orbite caractérisée par un demi-grand axe de 3,13 UA, une excentricité de 0,11 et une inclinaison de 7,9° par rapport à l'écliptique.

## Compléments